# Neal Purvis
Neal Purvis (9 de septiembre de 1961) es un guionista conocido por haber escrito los últimos siete filmes de James Bond junto con su colaborador Robert Wade.

## Guiones escritos selectos
- Let Him Have It (1991)
- The World Is Not Enough (1999)
- Plunkett & Macleane (1999)
- Die Another Day (2002)
- Johnny English (2003)
- Casino Royale (2006)
- Quantum of Solace (2008)
- Barbarella (2009)[1]
- Skyfall (2012)
- Spectre (2015)
- No Time to Die (2020)